# ديفيد فاندربول
دايفيد فاندربول (بالإنجليزية: David Vanderpool)‏ (ولد في الثامن عشر من فبراير عام 1960)، إنه الرئيس التنفيذي لمؤسسة لايف بيوند والمبشر الأمريكي الذي قدم الكثير من الدعم بمختلف أنواعه الطبية، الروحية واللوجستية  للبلاد التي مرت بأزمات.لقد كانت أعمال دايفيد فاندربول تتميز بأنها تجمع بين تقديم الرعاية والتدريب الطبي للمرضى والدعوة إلى الانضمام للديانة المسيحية.

## النشأة والتعليم
ولد فاندربول في دالاس بتكساس، وتخرج من مدرسة سانت مارك بتكساس من ثم حصل على شهادة البكالوريوس من جامعة ابليين المسيحية في 1982. ثم التحق بكلية الطب في جامعة تكساس التكنولوجي للعلوم. وبعد التخرج، قام باستكمال فترتين تدريب كنائب في تخصص جراحة الأوعية الدموية في جامعة بايلور.

## الحياة العائلية
لاورى، زوجة فاندربول، تعمل كمتحدثة باسم العديد من القضايا والمؤسسات مثل قضايا حقوق المراة ودراسات الكتاب المقدس والمؤسسات التي تدعم وتمول المصابين بمتلازمة داون.

## الحياة المهنية
استمر فاندربول في العيش في تكساس بعد قضاء فترة التدريب من ثم بدأ عمله كجراح اوعية دموية قبل الانتقال إلى برينتوود في تينساسي في 2011  وافتتاح عيادته الخاصة المسماة لايف ام دي في 2003.
قام فاندربول بافتتاح لايف ام دي لتعمل كمنشأة  صحية ومنتجع صحي في آن واحد. في عام 2005 قام فاندربول بإطلاق منظمة دولية خاصة به، وقد استعان بالكثير من التمويل من لايف دي لدعم أعمال المنظمة على المستوى العالمي.